# Lithocarpus milroyi
Lithocarpus milroyi är en bokväxtart som först beskrevs av Purkayastha, och fick sitt nu gällande namn av Euphemia Cowan Barnett. Lithocarpus milroyi ingår i släktet Lithocarpus och familjen bokväxter.
Artens utbredningsområde är Assam (Indien). Inga underarter finns listade.